# Jon Bon Jovi
Jon Bon Jovi, vlastním jménem John Francis Bongiovi jr., (* 2. března 1962) je americký zpěvák a herec, zakládající člen hudební skupiny Bon Jovi.

## Rodina
Má dva bratry. Od 29. dubna 1989 je ženatý s Dorotheou R. Hurley s kterou se seznámil na střední škole. Má s ní 4 děti (Stephanie Rose, nar. 1993; Jesse James Louis, nar. 1995; Jacob Hurley, nar. 2002 a Romeo Jon, nar. 2004).

## Tvorba
Během své kariéry vydal tři sólová alba a dvacet studiových alb se svojí kapelou, která k dnešnímu dni prodala více než 130 milionů nosičů po celém světě, čímž je jedním ze světově nejprodávanějších hudebních umělců. Kromě své hudební kariéry se Jon Bon Jovi věnuje od roku 1990 také herectví. Hrál hlavní role v několika filmech jako Moonlight and Valentino a U - 571 a vedle toho si zahrál i v televizních seriálech Sex ve městě či Ally McBealová.
Jeho hudebními vzory jsou Frank Sinatra a Bruce Springsteen. Jako skladatel byl Jon Bon Jovi v roce 2009 uveden do "Songwriters Hall of Fame." V roce 2012 se Jon Bon Jovi zařadil na 50. místo na seznamu časopisu "Power 100" v kategorii "Nejvýkonnější a nejvlivnější lidé v hudebním byznysu". V roce 1996 jej časopis People jmenoval jedním z "50 nejkrásnějších lidí na světě". V roce 2000 stejný časopis jej označil jako "nejvíce sexy rockovou hvězdu" a byl také třináctý na seznamu VH1 "100 nejvíce sexy umělců".
Kromě toho byl Jon Bon Jovi jedním ze zakladatelů a většinovým vlastníkem týmu Arena Football League Philadelphia Soul. Je také zakladatelem The Jon Bon Jovi Soul Foundation založené v roce 2006 a věnuje se boji s problémy, které vedou rodiny a jednotlivce do ekonomického zoufalství.
V prezidentských volbách v roce 2000 podporoval kandidáta demokratů Ala Gora, Johna Kerryho v prezidentských volbách roku 2004 a Baracka Obamu v prezidentských volbách v roce 2008. V roce 2010 jej prezident Barack Obama přizval do Rady pro komunitní řešení.
Byl mu také udělen čestný doktorát humanitních studií z Monmouth University v roce 2001.

## Diskografie

### Bon Jovi
- 1984 – Bon Jovi
- 1985 – 7800° Fahrenheit
- 1986 – Slippery When Wet
- 1988 – New Jersey
- 1992 – Keep the Faith
- 1994 – Cross Road
- 1995 – These Days
- 2000 – Crush
- 2001 – One Wild Night Live 1985-2001
- 2002 – Bounce
- 2003 – This Left Feels Right
- 2004 – 100,000,000 Bon Jovi Fans Can't Be Wrong…
- 2005 – Have A Nice Day
- 2007 – Lost Highway
- 2009 – The Circle
- 2010 – Greatest Hits
- 2013 - What About Now
- 2015 - Burning Bridges
- 2016 - This House Is Not for Sale

### Sólová tvorba
- 1990 – Blaze of Glory
- 1997 – Destination Anywhere
- 2001 – The Power Station Years: The Unreleased Recordings

## Filmografie
- 1990 - Mladé pušky 2
- 1995 - Moonlight and Valentino
- 1996 - Muž v hlavní roli
- 1997 - Destination Anywhere
- 1997 - Little city
- 1998 - Homegrown
- 1998 - Neohlížej se
- 1998 - Row Your Boat
- 1999 - Sex ve městě
- 2000 - U-571
- 2000 - Pay It Forward
- 2001-2002 - Ally McBealová
- 2002 - Upíři
- 2005 - Cry Wolf
- 2006 - National Lampoon's Pucked
- 2006 - The West Wing
- 2010 - 30 Rock
- 2011 - Šťastný Nový rok